# Llista d'asteroides/76401–76500
| Nom     | Designació provisional | Data de descobriment | Lloc de descobriment | Descobridor/s               |
| ------- | ---------------------- | -------------------- | -------------------- | --------------------------- |
| 76401 - | 2000 FY12              | 29 de març, 2000     | Socorro              | LINEAR                      |
| 76402 - | 2000 FZ12              | 29 de març, 2000     | Socorro              | LINEAR                      |
| 76403 - | 2000 FC13              | 29 de març, 2000     | Socorro              | LINEAR                      |
| 76404 - | 2000 FG13              | 29 de març, 2000     | Socorro              | LINEAR                      |
| 76405 - | 2000 FM13              | 29 de març, 2000     | Socorro              | LINEAR                      |
| 76406 - | 2000 FO13              | 29 de març, 2000     | Socorro              | LINEAR                      |
| 76407 - | 2000 FP13              | 29 de març, 2000     | Socorro              | LINEAR                      |
| 76408 - | 2000 FS13              | 29 de març, 2000     | Socorro              | LINEAR                      |
| 76409 - | 2000 FU13              | 29 de març, 2000     | Socorro              | LINEAR                      |
| 76410 - | 2000 FC15              | 29 de març, 2000     | Kvistaberg           | Uppsala-DLR Asteroid Survey |
| 76411 - | 2000 FQ16              | 28 de març, 2000     | Socorro              | LINEAR                      |
| 76412 - | 2000 FJ17              | 28 de març, 2000     | Socorro              | LINEAR                      |
| 76413 - | 2000 FU17              | 29 de març, 2000     | Socorro              | LINEAR                      |
| 76414 - | 2000 FV17              | 29 de març, 2000     | Socorro              | LINEAR                      |
| 76415 - | 2000 FA18              | 29 de març, 2000     | Socorro              | LINEAR                      |
| 76416 - | 2000 FU18              | 29 de març, 2000     | Socorro              | LINEAR                      |
| 76417 - | 2000 FW18              | 29 de març, 2000     | Socorro              | LINEAR                      |
| 76418 - | 2000 FF19              | 29 de març, 2000     | Socorro              | LINEAR                      |
| 76419 - | 2000 FJ19              | 29 de març, 2000     | Socorro              | LINEAR                      |
| 76420 - | 2000 FN19              | 29 de març, 2000     | Socorro              | LINEAR                      |
| 76421 - | 2000 FA20              | 29 de març, 2000     | Socorro              | LINEAR                      |
| 76422 - | 2000 FD21              | 29 de març, 2000     | Socorro              | LINEAR                      |
| 76423 - | 2000 FE21              | 29 de març, 2000     | Socorro              | LINEAR                      |
| 76424 - | 2000 FH21              | 29 de març, 2000     | Socorro              | LINEAR                      |
| 76425 - | 2000 FR21              | 29 de març, 2000     | Socorro              | LINEAR                      |
| 76426 - | 2000 FT21              | 29 de març, 2000     | Socorro              | LINEAR                      |
| 76427 - | 2000 FJ22              | 29 de març, 2000     | Socorro              | LINEAR                      |
| 76428 - | 2000 FL22              | 29 de març, 2000     | Socorro              | LINEAR                      |
| 76429 - | 2000 FG23              | 29 de març, 2000     | Socorro              | LINEAR                      |
| 76430 - | 2000 FL23              | 29 de març, 2000     | Socorro              | LINEAR                      |
| 76431 - | 2000 FU23              | 29 de març, 2000     | Socorro              | LINEAR                      |
| 76432 - | 2000 FB24              | 29 de març, 2000     | Socorro              | LINEAR                      |
| 76433 - | 2000 FM24              | 29 de març, 2000     | Socorro              | LINEAR                      |
| 76434 - | 2000 FO24              | 29 de març, 2000     | Socorro              | LINEAR                      |
| 76435 - | 2000 FT25              | 27 de març, 2000     | Anderson Mesa        | LONEOS                      |
| 76436 - | 2000 FT28              | 27 de març, 2000     | Anderson Mesa        | LONEOS                      |
| 76437 - | 2000 FD29              | 27 de març, 2000     | Anderson Mesa        | LONEOS                      |
| 76438 - | 2000 FE29              | 27 de març, 2000     | Anderson Mesa        | LONEOS                      |
| 76439 - | 2000 FP29              | 27 de març, 2000     | Anderson Mesa        | LONEOS                      |
| 76440 - | 2000 FY30              | 28 de març, 2000     | Socorro              | LINEAR                      |
| 76441 - | 2000 FB31              | 28 de març, 2000     | Socorro              | LINEAR                      |
| 76442 - | 2000 FO31              | 28 de març, 2000     | Socorro              | LINEAR                      |
| 76443 - | 2000 FS31              | 28 de març, 2000     | Socorro              | LINEAR                      |
| 76444 - | 2000 FA32              | 29 de març, 2000     | Socorro              | LINEAR                      |
| 76445 - | 2000 FO32              | 29 de març, 2000     | Socorro              | LINEAR                      |
| 76446 - | 2000 FT32              | 29 de març, 2000     | Socorro              | LINEAR                      |
| 76447 - | 2000 FY32              | 29 de març, 2000     | Socorro              | LINEAR                      |
| 76448 - | 2000 FD33              | 29 de març, 2000     | Socorro              | LINEAR                      |
| 76449 - | 2000 FL33              | 29 de març, 2000     | Socorro              | LINEAR                      |
| 76450 - | 2000 FL34              | 29 de març, 2000     | Socorro              | LINEAR                      |
| 76451 - | 2000 FB36              | 29 de març, 2000     | Socorro              | LINEAR                      |
| 76452 - | 2000 FO36              | 29 de març, 2000     | Socorro              | LINEAR                      |
| 76453 - | 2000 FT36              | 29 de març, 2000     | Socorro              | LINEAR                      |
| 76454 - | 2000 FM37              | 29 de març, 2000     | Socorro              | LINEAR                      |
| 76455 - | 2000 FA38              | 29 de març, 2000     | Socorro              | LINEAR                      |
| 76456 - | 2000 FL38              | 29 de març, 2000     | Socorro              | LINEAR                      |
| 76457 - | 2000 FV38              | 29 de març, 2000     | Socorro              | LINEAR                      |
| 76458 - | 2000 FA39              | 29 de març, 2000     | Socorro              | LINEAR                      |
| 76459 - | 2000 FE41              | 29 de març, 2000     | Socorro              | LINEAR                      |
| 76460 - | 2000 FQ41              | 29 de març, 2000     | Socorro              | LINEAR                      |
| 76461 - | 2000 FH44              | 29 de març, 2000     | Socorro              | LINEAR                      |
| 76462 - | 2000 FP44              | 29 de març, 2000     | Socorro              | LINEAR                      |
| 76463 - | 2000 FZ45              | 29 de març, 2000     | Socorro              | LINEAR                      |
| 76464 - | 2000 FP46              | 29 de març, 2000     | Socorro              | LINEAR                      |
| 76465 - | 2000 FQ46              | 29 de març, 2000     | Socorro              | LINEAR                      |
| 76466 - | 2000 FD47              | 29 de març, 2000     | Socorro              | LINEAR                      |
| 76467 - | 2000 FP48              | 30 de març, 2000     | Socorro              | LINEAR                      |
| 76468 - | 2000 FY55              | 29 de març, 2000     | Socorro              | LINEAR                      |
| 76469 - | 2000 FY56              | 29 de març, 2000     | Socorro              | LINEAR                      |
| 76470 - | 2000 FC57              | 30 de març, 2000     | Catalina             | CSS                         |
| 76471 - | 2000 FD57              | 30 de març, 2000     | Catalina             | CSS                         |
| 76472 - | 2000 FP57              | 26 de març, 2000     | Anderson Mesa        | LONEOS                      |
| 76473 - | 2000 FR57              | 26 de març, 2000     | Anderson Mesa        | LONEOS                      |
| 76474 - | 2000 FK58              | 26 de març, 2000     | Anderson Mesa        | LONEOS                      |
| 76475 - | 2000 FQ58              | 26 de març, 2000     | Anderson Mesa        | LONEOS                      |
| 76476 - | 2000 FU58              | 26 de març, 2000     | Anderson Mesa        | LONEOS                      |
| 76477 - | 2000 FB59              | 28 de març, 2000     | Socorro              | LINEAR                      |
| 76478 - | 2000 FL60              | 29 de març, 2000     | Socorro              | LINEAR                      |
| 76479 - | 2000 FF62              | 26 de març, 2000     | Anderson Mesa        | LONEOS                      |
| 76480 - | 2000 FH63              | 27 de març, 2000     | Anderson Mesa        | LONEOS                      |
| 76481 - | 2000 FW63              | 29 de març, 2000     | Socorro              | LINEAR                      |
| 76482 - | 2000 FJ64              | 29 de març, 2000     | Socorro              | LINEAR                      |
| 76483 - | 2000 FS65              | 27 de març, 2000     | Anderson Mesa        | LONEOS                      |
| 76484 - | 2000 FQ68              | 26 de març, 2000     | Anderson Mesa        | LONEOS                      |
| 76485 - | 2000 FS71              | 27 de març, 2000     | Anderson Mesa        | LONEOS                      |
| 76486 - | 2000 FY72              | 26 de març, 2000     | Anderson Mesa        | LONEOS                      |
| 76487 - | 2000 FU73              | 26 de març, 2000     | Anderson Mesa        | LONEOS                      |
| 76488 - | 2000 GG                | 1 d'abril, 2000      | Kitt Peak            | Spacewatch                  |
| 76489 - | 2000 GC5               | 3 d'abril, 2000      | Socorro              | LINEAR                      |
| 76490 - | 2000 GH7               | 4 d'abril, 2000      | Socorro              | LINEAR                      |
| 76491 - | 2000 GN7               | 4 d'abril, 2000      | Socorro              | LINEAR                      |
| 76492 - | 2000 GS9               | 5 d'abril, 2000      | Socorro              | LINEAR                      |
| 76493 - | 2000 GZ9               | 5 d'abril, 2000      | Socorro              | LINEAR                      |
| 76494 - | 2000 GK10              | 5 d'abril, 2000      | Socorro              | LINEAR                      |
| 76495 - | 2000 GR10              | 5 d'abril, 2000      | Socorro              | LINEAR                      |
| 76496 - | 2000 GM13              | 5 d'abril, 2000      | Socorro              | LINEAR                      |
| 76497 - | 2000 GJ16              | 5 d'abril, 2000      | Socorro              | LINEAR                      |
| 76498 - | 2000 GC17              | 5 d'abril, 2000      | Socorro              | LINEAR                      |
| 76499 - | 2000 GZ17              | 5 d'abril, 2000      | Socorro              | LINEAR                      |
| 76500 - | 2000 GP21              | 5 d'abril, 2000      | Socorro              | LINEAR                      |